# Менцель, Фабиан
Фабиан Менцель (нем. Fabian Menzel; род. 1961, Кассель) — немецкий гобоист.
Учился в Ганноверской Высшей школе музыки у Инго Горицкого. С 1983 г. солист Симфонического оркестра Франкфуртского радио. Лауреат международного конкурса в Мюнхене (1985). С 1987 г. преподаёт во Франкфуртской Высшей школе музыки.
Среди основных записей Менцеля — шесть дисков Антологии гобойных музыки прошлого (с пианистом Бернхардом Эндресом) и двойной альбом гобойных концертов второй половины XX века с Симфоническим оркестром Франкфуртского радио под управлением Элиаху Инбала, включающий сочинения немецких (Фридрих Гольдман, Фолькер Давид Кирхнер, Бернд Алоис Циммерман) и российских (Эдисон Денисов, Андрей Эшпай) композиторов.